# Trzaskanki
Trzaskanki – część wsi Kanina w Polsce, położona w województwie małopolskim, w powiecie limanowskim, w gminie Limanowa.
W latach 1975–1998 Trzaskanki administracyjnie należały do województwa nowosądeckiego.